# Franz Brunner
Franz Brunner (født 21. marts 1913, død 22. december 1991) var en østrigsk håndboldspiller, som blandt andet deltog i OL 1936.
Han var en del af det østrigske håndboldlandshold, som vandt sølvmedalje. Han spillede i to kampe.